# Scary Stories to Tell in the Dark
Scary Stories to Tell in the Dark è un film del 2019 diretto da André Øvredal.
La pellicola è l'adattamento cinematografico dell'omonima serie di libri per ragazzi scritta da Alvin Schwartz, composta da tre volumi pubblicati dal 1981 al 1991.

## Trama
31 ottobre 1968. Nella cittadina di Mill Valley, Pennsylvania, a pochi giorni dall'elezione di Nixon come Presidente, un gruppo di adolescenti vive un Halloween che cambierà per sempre le loro vite. Stella Nicholls, una giovane appassionata di storie dell'orrore che vive sola con il padre dopo che la madre li ha abbandonati, si unisce ai suoi amici Auggie Hilderbrandt, un intellettuale dal passato familiare travagliato, e Chuck Steinberg, il burlone del gruppo, per fare uno scherzo a Tommy Milner, il bullo della scuola. Quando Tommy cerca di vendicarsi, i ragazzi si rifugiano nell'auto di un misterioso vagabondo, Ramón Morales.
I quattro decidono di concludere la serata visitando la leggendaria casa stregata della famiglia Bellows, proprietari della vecchia cartiera locale. La casa è avvolta da una macabra storia: si dice che Sarah Bellows, l'ultima discendente della famiglia, fosse tenuta nascosta a causa di una misteriosa malattia e scrivesse storie dell'orrore per i bambini del villaggio. Tuttavia, quando questi bambini iniziarono a morire avvelenati, Sarah fu accusata e, oppressa dalle accuse, si tolse la vita nel 1898.
All'interno della casa, Stella e Ramón trovano una stanza segreta con un libro di storie scritte da Sarah, mentre Chuck ha una visione inquietante. Terrorizzati, i ragazzi cercano di scappare, ma Tommy li intrappola nella casa insieme a Ruth, la sorella di Chuck. Misteriosamente liberati, i ragazzi tornano a casa, ma Stella porta con sé il libro, scoprendo che le storie continuano a scriversi da sole.
La prima vittima è Tommy, che diventa uno spaventapasseri dopo un incontro con la creatura della storia intitolata "Harold". Successivamente, Auggie scompare dopo essere stato rapito da un cadavere in cerca del suo alluce, come descritto nella storia "L'Alluce". Spaventati, Stella, Ramón e Chuck capiscono che il libro sta prendendo vita e che Sarah Bellows li sta colpendo uno a uno.
Indagando sul passato di Sarah, i ragazzi scoprono che fu vittima della crudeltà della sua famiglia, che cercò di zittirla quando tentò di rivelare che i bambini del villaggio erano stati avvelenati dal mercurio della cartiera. Nel frattempo, Ruth è attaccata da un'orda di ragni usciti da una macchia sulla sua guancia, finendo in ospedale psichiatrico per lo shock.
La situazione si aggrava quando Chuck viene catturato dalla "Donna Pallida", un essere inquietante che popola i suoi incubi ricorrenti. Rimasti soli, Stella e Ramón vengono arrestati dal capo della polizia, Turner. Qui, il "Lo Svertebrato", un mostro terrificante, appare e uccide Turner, costringendo i ragazzi a fuggire. Ramón convince Stella a tornare alla casa dei Bellows per affrontare direttamente Sarah.
All'interno della casa, Stella si ritrova trasportata nel passato, nei panni di Sarah. Confrontandosi con il fantasma, Stella la convince a rinunciare alla vendetta scrivendo con il proprio sangue la vera storia delle ingiustizie subite. Questo gesto mette fine alla maledizione, facendo svanire Sarah e il mostro.
Alla fine, Ramón parte per il Vietnam, mentre Stella, insieme al padre e a Ruth, si impegna a scoprire un modo per riportare indietro Auggie e Chuck, sperando che i loro destini non siano sigillati per sempre.

## Produzione
Nel dicembre 2013 la CBS Films acquista i diritti cinematografici della serie di Alvin Schwartz per farne un film.

### Riprese
Le riprese del film sono iniziate il 27 agosto 2018, sono terminate il 1º novembre e si sono svolte interamente nella provincia canadese dell'Ontario.

### Casting
Nell'agosto 2018, Zoe Colletti, Michael Garza, Austin Abrams, Gabriel Rush, Austin Zajur e Natalie Ganzhorn si sono uniti al cast. A settembre 2018 sono stati aggiunti anche Dean Norris, Gil Bellows, Lorraine Toussaint e Javier Botet.

## Promozione
Il primo teaser trailer del film viene diffuso il 3 febbraio 2019, durante la 53ª edizione del Super Bowl, mentre il trailer esteso viene diffuso il 3 giugno seguente.

## Distribuzione
La pellicola è stata distribuita nelle sale cinematografiche statunitensi a partire dal 9 agosto 2019 ed in quelle italiane dal 24 ottobre dello stesso anno.

## Accoglienza

### Critica
Sull'aggregatore Rotten Tomatoes il film riceve il 78% delle recensioni professionali positive con un voto medio di 6,46 su 10 basato su 220 critiche, mentre su Metacritic ottiene un punteggio di 61 su 100 basato su 33 recensioni.
Max Evry, critico di ComingSoon.net, posiziona il film al decimo posto tra i migliori del 2019.

## Riconoscimenti
- 2019 - Golden Trailer Awards
  - Candidatura per il miglior trailer horror
- 2019 - National Film & TV Awards[12]
  - Miglior film horror/thriller
- 2021 - Saturn Award[13]
  - Candidatura per il miglior film horror
  - Candidatura per il miglior trucco a Norman Cabrera, Mike Hill e Mike Elizalde

## Sequel
Nell'aprile 2020 viene annunciato il sequel del film; prodotto dalla Paramount Pictures, la sceneggiatura sarà scritta da Dan Hageman e Kevin Hageman su un soggetto di Guillermo del Toro, mentre André Øvredal tornerà nel ruolo di regista.